# Rio Sonora
O Rio Sonora é um rio do México que desemboca no Oceano Pacífico, no golfo da Califórnia.